# Innamorarsi
Innamorarsi (Falling in love) è un film del 1984 diretto da Ulu Grosbard.

## Trama
Frank Raftis è un ingegnere sposato con Ann e ha due figli: Mike e Joe. Molly è una grafica pubblicitaria sposata con un medico, Brian Gilmore. La vigilia di Natale Frank e Molly all'uscita della libreria Rizzoli di Manhattan si scontrano e accidentalmente si scambiano i libri che avrebbero dovuto regalare ai rispettivi coniugi. Dopo un paio di mesi si incontrano di nuovo sul treno per New York riconoscendosi a vicenda; si ritrovano sempre più spesso e durante i loro incontri, nei quali si raccontano le rispettive vite, scoprono sempre di più di stare bene l'uno in compagnia dell'altra. Quando i loro sentimenti cominciano ad essere evidenti, provano dapprima a rinnegarli, senza riuscirci, poi confessano reciprocamente il loro amore. In seguito Frank si vede costretto a confessare alla moglie di essersi innamorato di un'altra; Ann lo lascia e torna dalla madre a Denver coi figli. Frank, nel frattempo, è in partenza per Houston dove ha accettato di dirigere un cantiere ma vorrebbe vedere Molly per un'ultima volta e le telefona. La donna, dopo aver confessato tutto al marito, ha maturato la consapevolezza che il loro amore, benché autentico, non possa avere un futuro, cerca comunque di andarlo a salutare in auto; per una sfortunata serie di coincidenze rimane bloccata nella notte da un nubifragio. Entrambi si separano dai rispettivi coniugi e la successiva vigilia di Natale si incontrano nuovamente nella libreria Rizzoli; dopo una breve conversazione si separano nell'imbarazzo ma Frank raggiunge Molly in treno dove si scambiano un bacio, finalmente liberi di vivere il loro amore mai spento.

## Riconoscimenti
- 1985 - David di Donatello
  - Miglior attrice straniera a Meryl Streep
- 1986 - Premio Sant Jordi
  - Miglior attore straniero a Robert De Niro
  - Candidatura per la miglior attrice straniera a Meryl Streep